# Canton de Rodez-Nord
Le canton de Rodez-Nord est une ancienne division administrative française située dans le département de l'Aveyron et la région Midi-Pyrénées.

## Géographie
Le canton de Rodez-Nord regroupait des communes se situant plus précisément au nord-est de la communauté d'agglomération du Grand Rodez. Il s’agit en premier lieu de Sébazac-Concourès, ville la plus au nord, puis d’Onet-le-Château, (se situant entre Sébazac et Rodez) et pour terminer d’une fraction de la ville de Rodez, cette fraction se situant aux portes de Rodez (c'est-à-dire, pour citer quelques exemples, les quartiers Saint-Éloi, des Moutiers, P. Ramadier, L'Oustal Nau...).

## Histoire
Canton créé en 1982.
De 2001 à 2008, Christian Teyssèdre, actuel maire de Rodez et conseiller du canton de Rodez-Ouest, a dirigé ce canton.
Depuis plusieurs années, Rodez-Nord augmente en population du fait de la constante augmentation du nombre d'habitants à Onet-le-Château. De plus, et malgré une majorité départementale à droite, ce canton est depuis plusieurs années ancré à gauche.

## Représentation

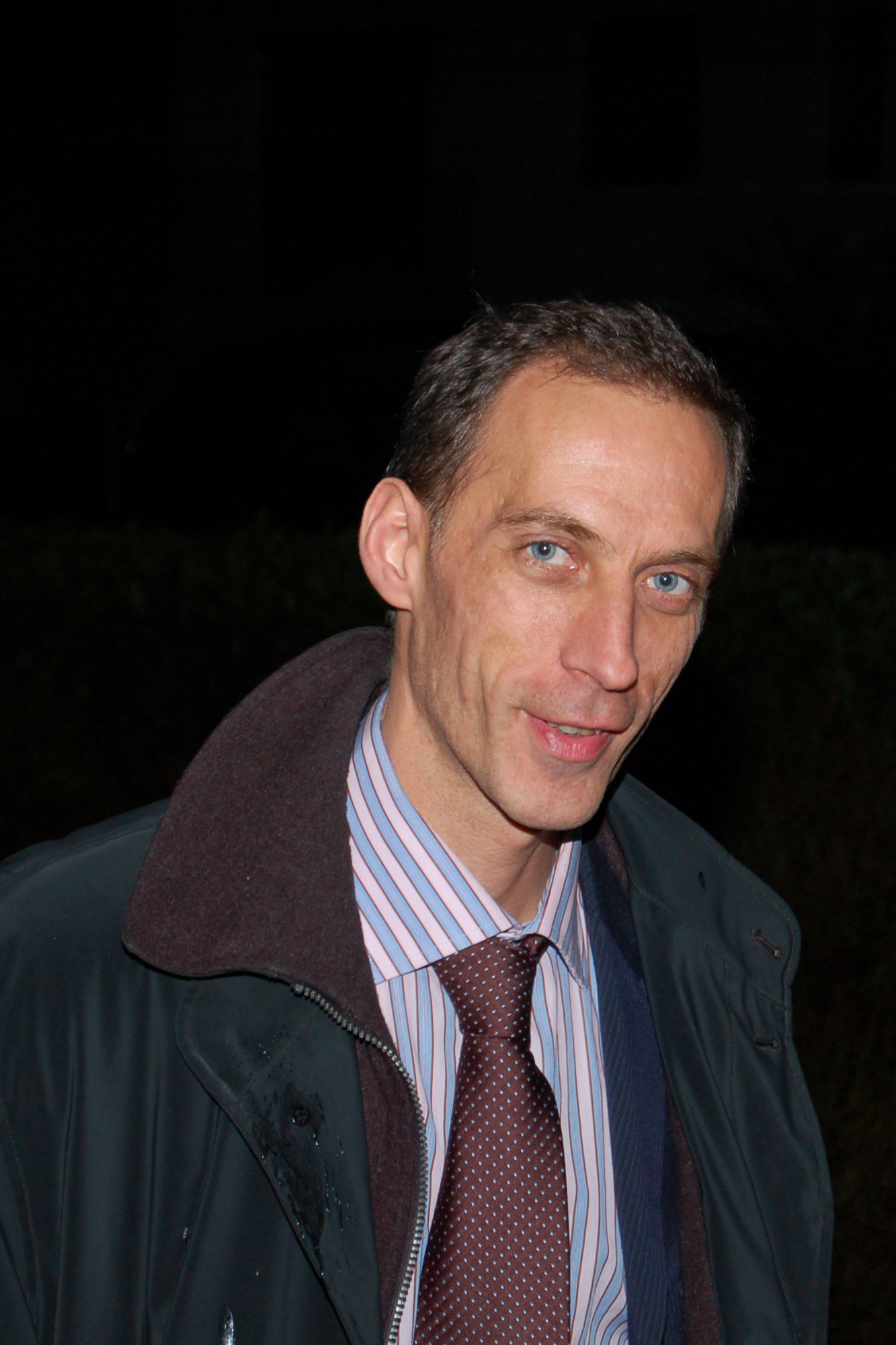
Jean-Louis Roussel, conseiller général du canton de Rodez-Nord de 2008 à 2015

| Période | Période | Identité            | Étiquette  | Qualité                                               |
| ------- | ------- | ------------------- | ---------- | ----------------------------------------------------- |
| 1982    | 2001    | François Rey        | UDF        | Maire d'Onet-le-Château                               |
| 2001    | 2008    | Christian Teyssèdre | PS         | Ancien permanent syndical, maire de Rodez depuis 2008 |
| 2008    | 2015    | Jean-Louis Roussel  | PS puis PG | Ancien conseiller municipal d'Onet-le-Château         |

## Composition
Le canton de Rodez-Nord se composait d’une fraction de la commune de Rodez et de deux autres communes. Il comptait 16 493 habitants (population municipale) au 1er janvier 2012.
| Nom               | Code Insee | Intercommunalité       | Population (dernière pop. légale)              |
| ----------------- | ---------- | ---------------------- | ---------------------------------------------- |
| Rodez (chef-lieu) | 12202      | CA Rodez Agglomération | Fraction : 2 277(2012) Commune : 24 088 (2014) |
| Onet-le-Château   | 12176      | CA Rodez Agglomération | 11 837 (2014)                                  |
| Sébazac-Concourès | 12264      | CA Rodez Agglomération | 3 197 (2014)                                   |

## Démographie

### Évolution démographique
| 1982 | 1990   | 1999   | 2006   | 2011   | 2012   |
| ---- | ------ | ------ | ------ | ------ | ------ |
| -    | 14 555 | 14 636 | 15 178 | 16 522 | 16 493 |

### Âge de la population
La pyramide des âges, à savoir la répartition par sexe et âge de la population, du canton de Rodez-Nord en 2009 ainsi que, comparativement, celle du département de l'Aveyron la même année sont représentées avec les graphiques ci-dessous.
La population du canton comporte 49,4 % d'hommes et 50,6 % de femmes. Elle présente en 2009 une structure par grands groupes d'âge similaire à celle de la France métropolitaine. 
Il existe en effet 99 jeunes de moins de 20 ans pour cent personnes de plus de 60 ans, alors que pour la France l'indice de jeunesse, qui est égal à la division de la part des moins de 20 ans par la part des plus de 60 ans, est de 1,06. L'indice de jeunesse du canton est par contre supérieur à celui  du département (0,67) et à celui de la région (0,89).
| Hommes | Classe d’âge | Femmes |
| ------ | ------------ | ------ |
| 0,2    | 90 ans ou +  | 0,3    |
| 6,4    | 75 à 89 ans  | 7,6    |
| 15,6   | 60 à 74 ans  | 16,6   |
| 21,5   | 45 à 59 ans  | 23,4   |
| 18,6   | 30 à 44 ans  | 18,3   |
| 19,7   | 15 à 29 ans  | 17,9   |
| 18,1   | 0 à 14 ans   | 15,7   |

| Hommes | Classe d’âge | Femmes |
| ------ | ------------ | ------ |
| 0,6    | 90 ans ou +  | 1,7    |
| 10,2   | 75 à 89 ans  | 14,2   |
| 16,9   | 60 à 74 ans  | 17,5   |
| 21,6   | 45 à 59 ans  | 20,3   |
| 18,9   | 30 à 44 ans  | 17,8   |
| 15,1   | 15 à 29 ans  | 13,4   |
| 16,7   | 0 à 14 ans   | 15,1   |